# Palythoa canalifera
Palythoa canalifera is een Zoanthideasoort uit de familie van de Sphenopidae. De wetenschappelijke naam van de soort is voor het eerst geldig gepubliceerd in 1908 door Pax.